# Kościół Narodzenia Najświętszej Maryi Panny w Szałszy
Kościół Narodzenia Najświętszej Maryi Panny w Szałszy – zabytkowy kościół katolicki znajdujący się w Szałszy w powiecie tarnogórskim w województwie śląskim. Jest kościołem filialnym w parafii św. Jana Chrzciciela w Gliwicach-Żernikach w dekanacie Gliwice-Sośnica w diecezji gliwickiej. 
Świątynia znajduje się na Szlaku Architektury Drewnianej województwa śląskiego.

## Historia
Pierwszy kościół w Szałszy wybudowano ok. 1460 roku, obecny pochodzi z 1554 roku, wieża wybudowana po 1571. W pierwszej połowie XVII wieku, do 1655 roku, kościół był świątynią protestancką, w tym okresie należał  do parafii w Ziemięcicach. Po 1655 roku, jako kościół katolicki, stał się filią parafii w Szobiszowicach. W 1784 roku zniszczony przez pożar lub przez wichurę odbudowany przez rodzinę Kytzia. W 2. połowie XIX wieku rozbudowano zakrystię i wykonano nowe stropy. Na początku XX wieku przy wieży dobudowano marownię. Od 1930 roku kościół przynależy do parafii św. Jana Chrzciciela w Gliwicach-Żernikach. W 1968 roku pożar zniszczył część kościoła, odbudowano go staraniem parafian. W latach 2008–2010 w kościele przeprowadzono prace konserwatorskie.

## Architektura i wyposażenie

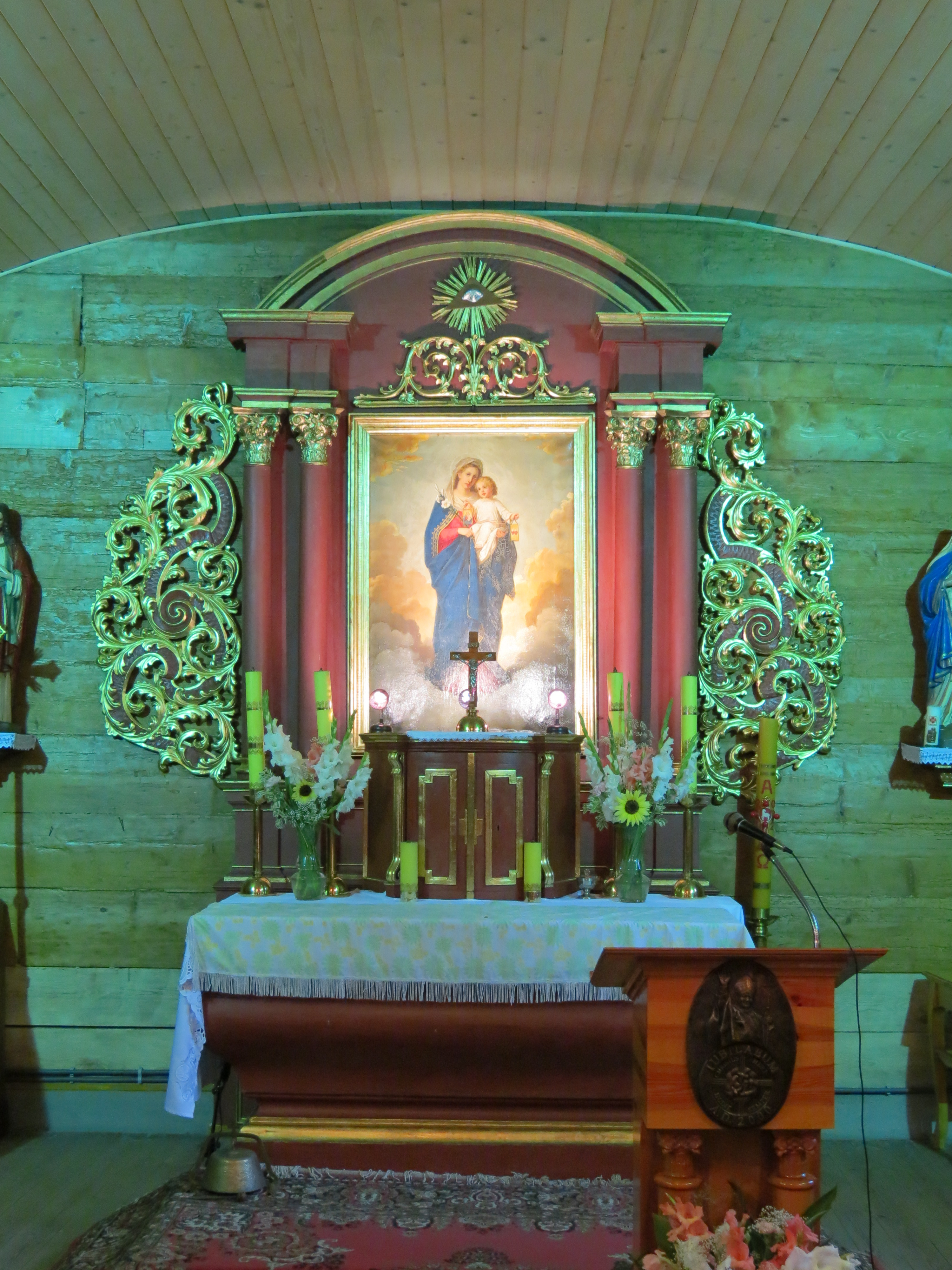
Wnętrze świątyni - ołtarz główny

Kościół jest orientowany. Drewniany, zbudowany w konstrukcji zrębowej. Nawa kościoła wykonana jest na rzucie zbliżonym do kwadratu, prezbiterium węższe, kwadratowe, przy nim od strony północnej znajduje się prostokątna zakrystia. Od strony zachodniej do nawy przystawiona jest wieża wykonana w konstrukcji słupowo-ryglowej. Przy wieży znajduje się marownia. Dach nad nawą dwuspadowy, nad prezbiterium trzyspadowy, na wieży czterospadowy. W dachu nad nawą znajduje się wieżyczka na sygnaturkę z 1719 roku, sześcioboczna z kopułką. Prezbiterium przekryte jest sklepieniem pozornym, w nawie - strop płaski.
Wyposażenie kościoła pochodzi głównie z XIX wieku. Ołtarz główny i ołtarze boczne późnobarokowe ze zmianami z XIX wieku, ambona z XIX wieku.